# 弗朗西斯科·阿马特
弗朗西斯科·阿马特（西班牙語：Francisco Amat，1943年3月21日—），西班牙男子曲棍球运动员。他曾代表西班牙参加1964年、1968年和1972年夏季奥林匹克运动会曲棍球比赛，最好名次为1964年奥运会的第四名。

## 家庭
哥哥佩德罗·阿马特、海梅·阿马特，弟弟胡安·阿马特。
儿子波尔·阿马特。侄子豪梅·阿马特、桑蒂·弗雷克萨。